# 河村勝
河村 勝（かわむら かつ、1915年（大正4年）10月4日 - 2001年（平成13年）1月30日）は、日本の政治家。

## 来歴・人物
旧小田原藩士で海軍少将となった河村達蔵の長男として生まれる。旧制府立一中、旧制一高、東京帝国大学法学部卒業後、鉄道省入省。
1938年（昭和13年）短期現役海軍主計科士官（1期）を志願。同年7月、海軍経理学校に入学し海軍主計中尉に任官。同年12月に卒業。蒼龍に配属。第四艦隊司令部付第二工務部勤務、連雲港陸戦隊主計隊長、第1掃海隊主計長を歴任。1940年（昭和15年）11月、主計大尉に昇進。1941年（昭和16年）2月、龍田主計長に転じ、同年11月、予備役に編入された。
鉄道省に復帰し、国鉄本社秘書課長、新潟鉄道管理局長、本社職員局長を経て、常務理事を最後に退社。1957年の国鉄新潟闘争に際しては管理局長として交渉の前面に立つなど、国鉄における労働争議が極めて激しい時期を終始労働畑で過ごした。
1967年（昭和42年）の第31回衆議院議員総選挙で、旧神奈川3区から立候補し初当選。前の選挙で落選した片山哲の後継としての立候補だった。民社党を選んだ理由は、国鉄時代に西尾末広と接する機会があり、心酔するとともに西尾本人から誘われていたからだという。

その後、区割り変更に伴って新設された旧神奈川5区に移り、一度の落選を経験するが通算7期当選。その間党政策審議会長、副書記長、衆議院沖縄・北方対策特別委員長、党副委員長を歴任した。塚本三郎を委員長と擁して隠然たる権力を握っていた春日一幸元委員長に会議上で公然と食ってかかる硬骨漢であるとともに、国鉄時代に民社系の鉄労と対立した国労を支持基盤とする社会党との連携に取り組み、社公民路線を進めるなど柔軟な一面も持っていた。
これは思想的にも人脈的にも佐々木良作、永末英一と近かったためであり、比較的社会党とは距離を置き、自公民路線を取る春日-塚本三郎-大内啓伍のラインとは激しく対立した。
党副委員長在任中に体調を崩し政界から引退。その後、神奈川民社協会名誉会長、交通道徳協会会長を務めた。

## 栄典
1990年（平成2年）- 勲二等旭日重光章受章

## 系譜
河村家は波多野氏の別れで、源頼朝に歯向かい捕らえられるも、流鏑馬の技の妙により許された河村義秀以来山北地方を領した。以降南朝方につき河村城篭城戦で敗れ一旦没落するも再興し、後北条氏、小田原藩に仕え明治に至った。